# Dziurawa

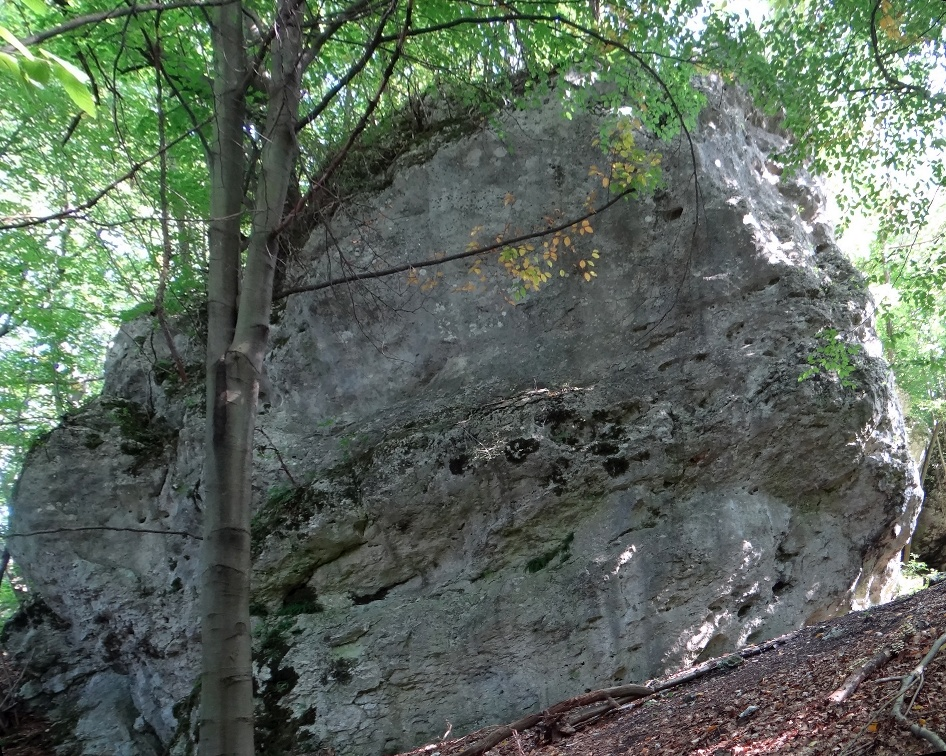

Dziurawa – skała we wsi Czatachowa, w województwie śląskim, w powiecie myszkowskim, w gminie Żarki. Znajduje się w porośniętym lasem wzniesieniu po północnej stronie zabudowanego obszaru wsi. Pod względem geograficznym jest to obszar Wyżyny Częstochowskiej.
Skała znajduje się w lesie na wzniesieniu Kaczmarka (nazwę wzniesienia podaje portal Jaskinie Polski). Z Czatachowej można do niej dojść niebieskim Szlakiem Warowni Jurajskich w kierunku Złotego Potoku. Po lewej stronie szlaku znajduje się jaskinia z napisem Jaskinia Pawloka, a skała Dziurawa jest w lesie po jej prawej (wschodniej) stronie i ze szlaku jest niewidoczna. Ma wysokość do 10 m i pionowe ściany zbudowane z twardych wapieni skalistych. W 2015 r. wspinacze skalni poprowadzili na niej 3 łatwe drogi wspinaczkowe o trudności od IV do VI w skali Kurtyki. Jest też projekt jeszcze jednej drogi. Na trzech drogach zamontowano stałe punkty asekuracyjne: ringi (r) i stanowiska zjazdowe. Wśród wspinaczy skalnych skała jest mało popularna.
1. Projekt
2. Siły nieczyste; V, 4r + st
3. Prostowanie łowców; V+, 4r + st
4. Łowcy wampirów; IV, 4r + st[4].

Nieco poniżej skały Dziurawa znajduje się Kieł, a na południe od nich skały Verdon i Wampirek.